# 巴拉顿湖

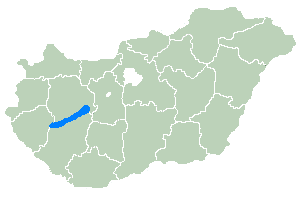
巴拉顿湖在匈牙利的位置

巴拉頓湖（匈牙利語：Balaton，匈牙利語發音：[ˈbɒlɒton]）是匈牙利也是中歐最大的湖泊，由于匈牙利是一个内陆国家，所以巴拉頓湖有时也被戏称为“匈牙利的大海”。巴拉頓湖位于46°50′N 17°44′E / 46.833°N 17.733°E，面积592平方公里，平均水深3.2米，最深处12.2米。
巴拉頓湖区域夏季气温约在25摄氏度左右，气候宜人，因此成为匈牙利的度假胜地。冬季巴拉顿湖封冻后，湖面可以滑冰。

## 历史
巴拉顿胡的名字可能来自古斯拉夫语的blato，意为“沼泽”，德语中称为，意为“平湖”，可能是民间词源对巴拉顿的解释。罗马时期称作Pelso。
二战中德军最后一次大型攻势巴拉顿湖战役即发生于此。1989年5月17日，巴拉顿湖加入湿地公约。1989年泛歐野餐之前，大量東德人亦曾聚集在巴拉頓湖。

## 沿岸城鎮與村落

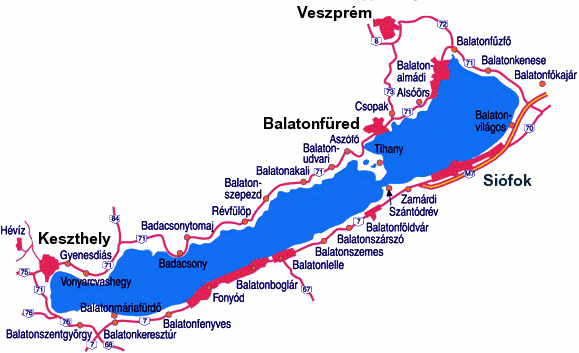
巴拉頓湖沿岸城鎮與村落地圖

## 巴拉頓湖寫真

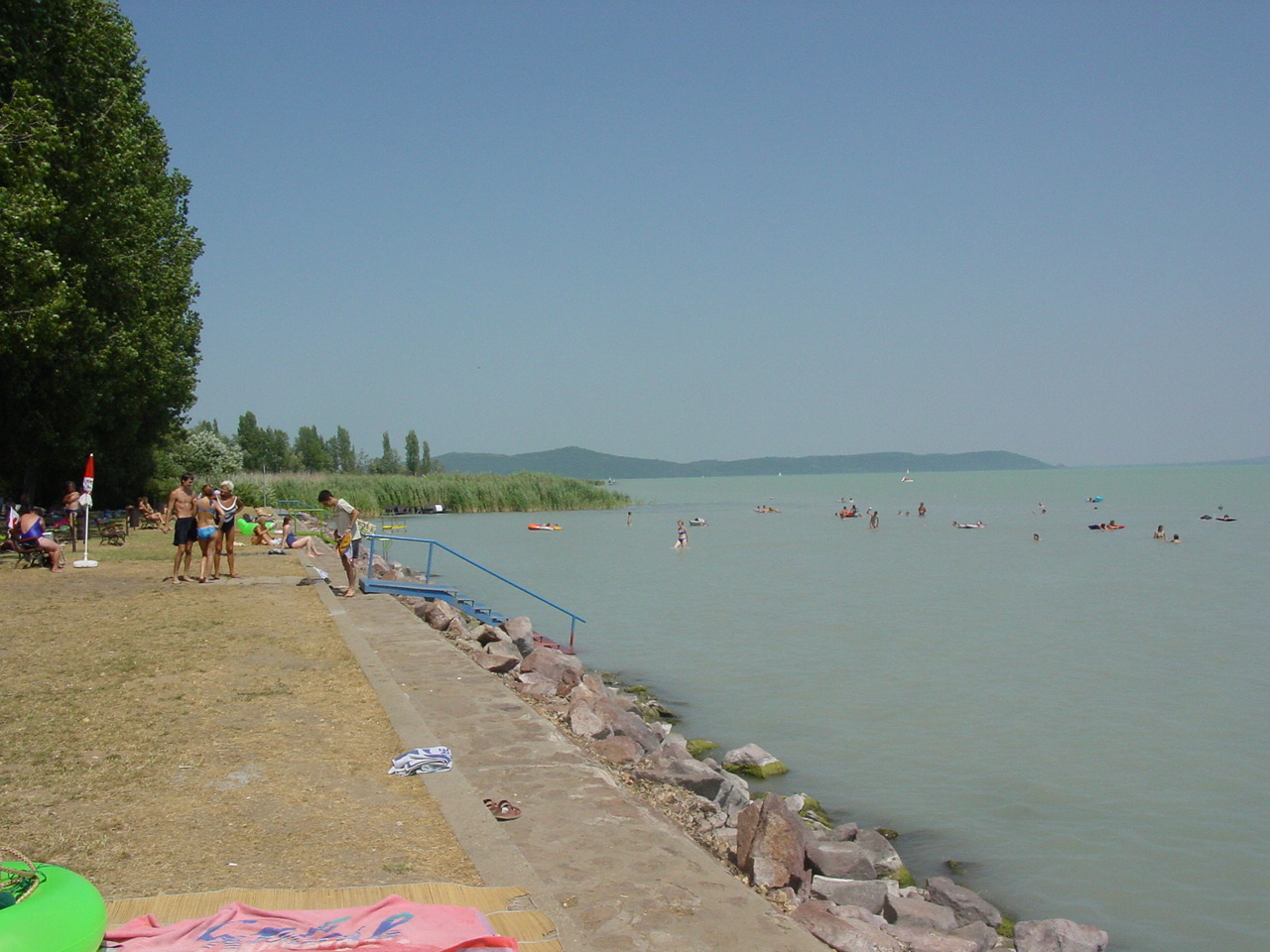
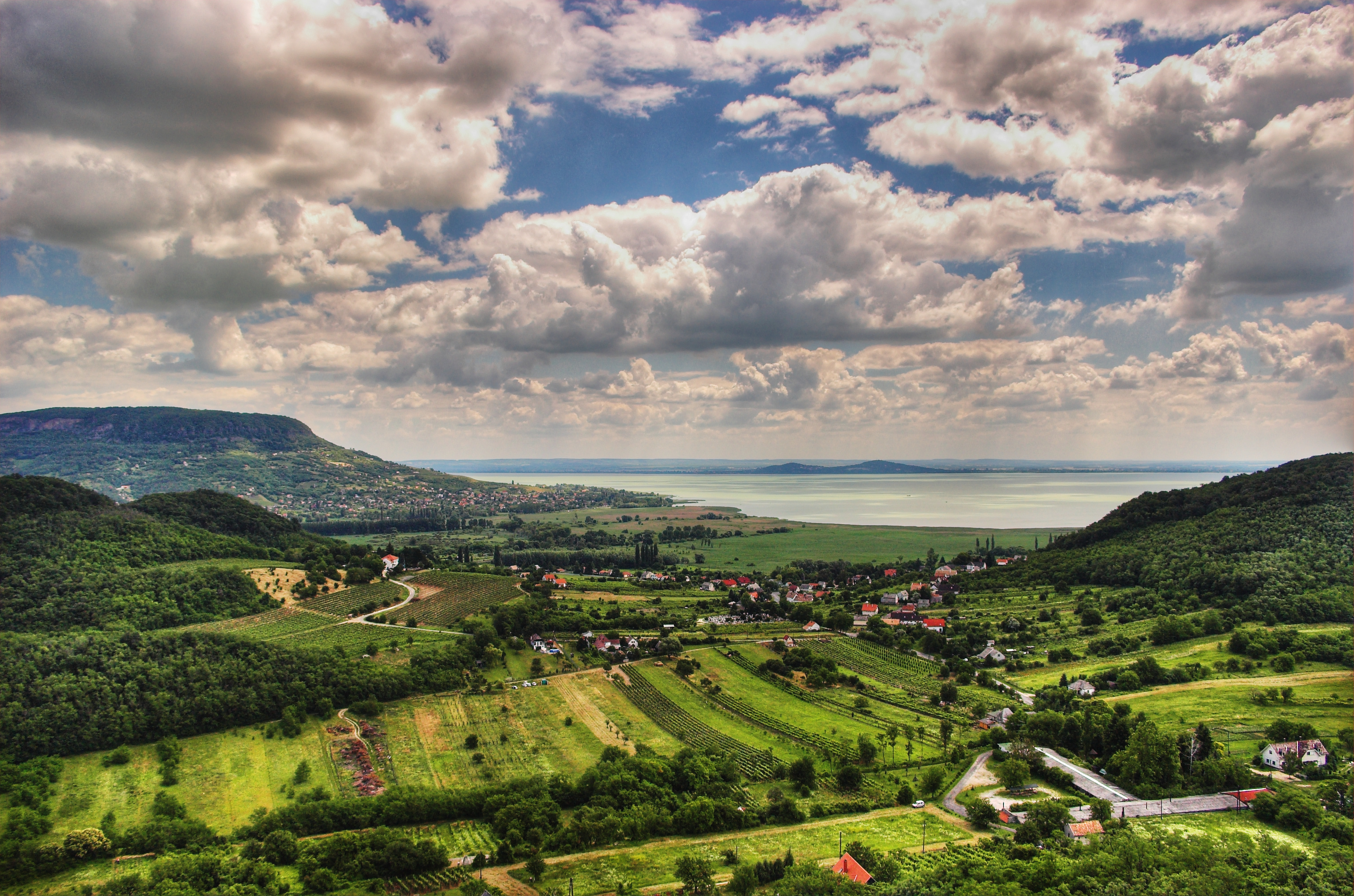
遠眺巴拉頓湖
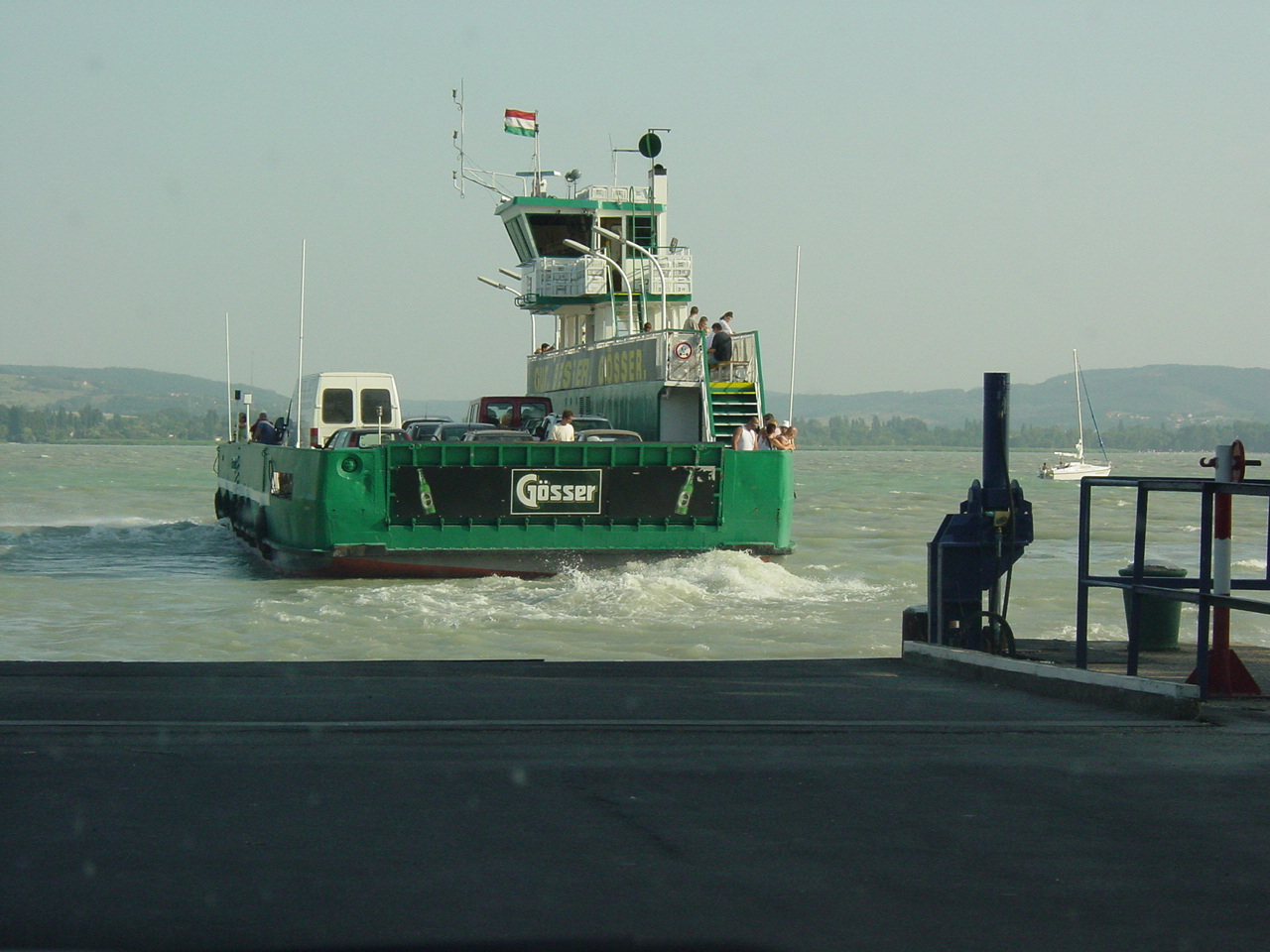
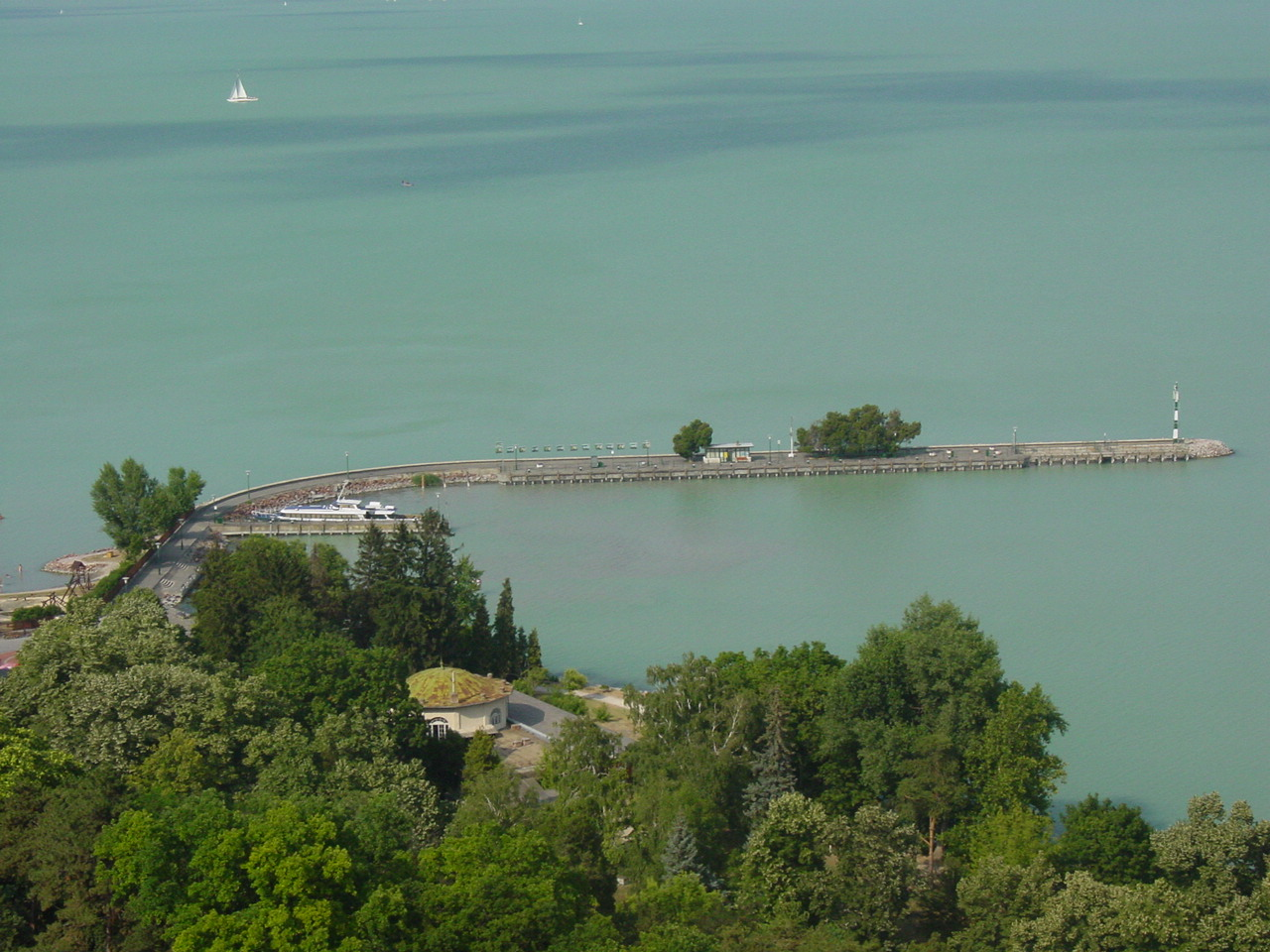
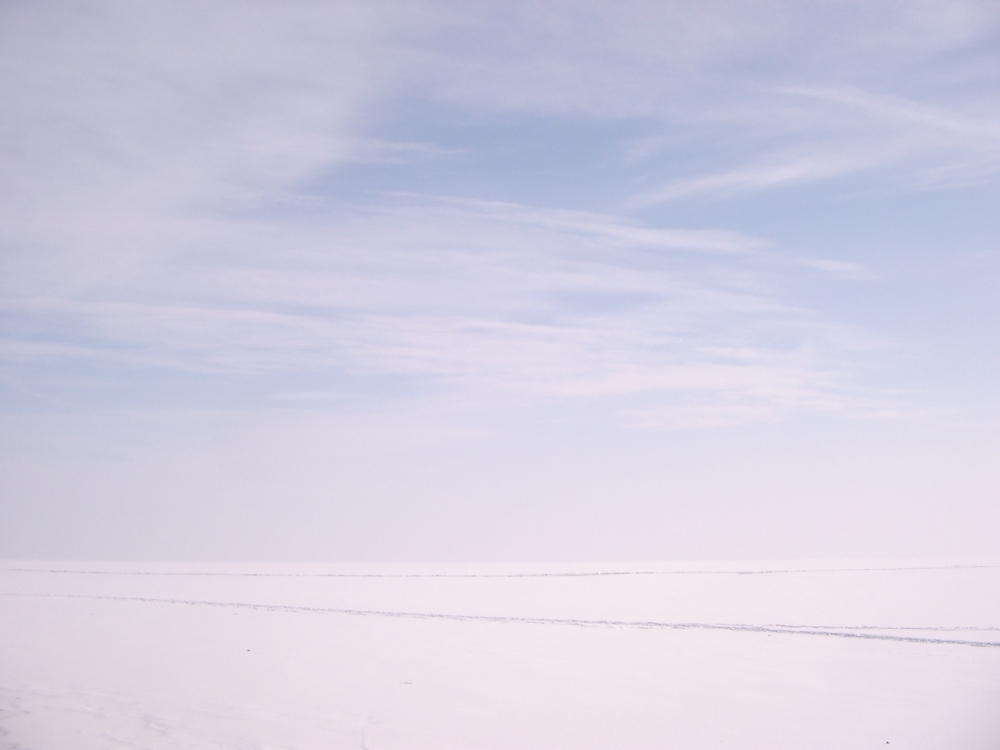
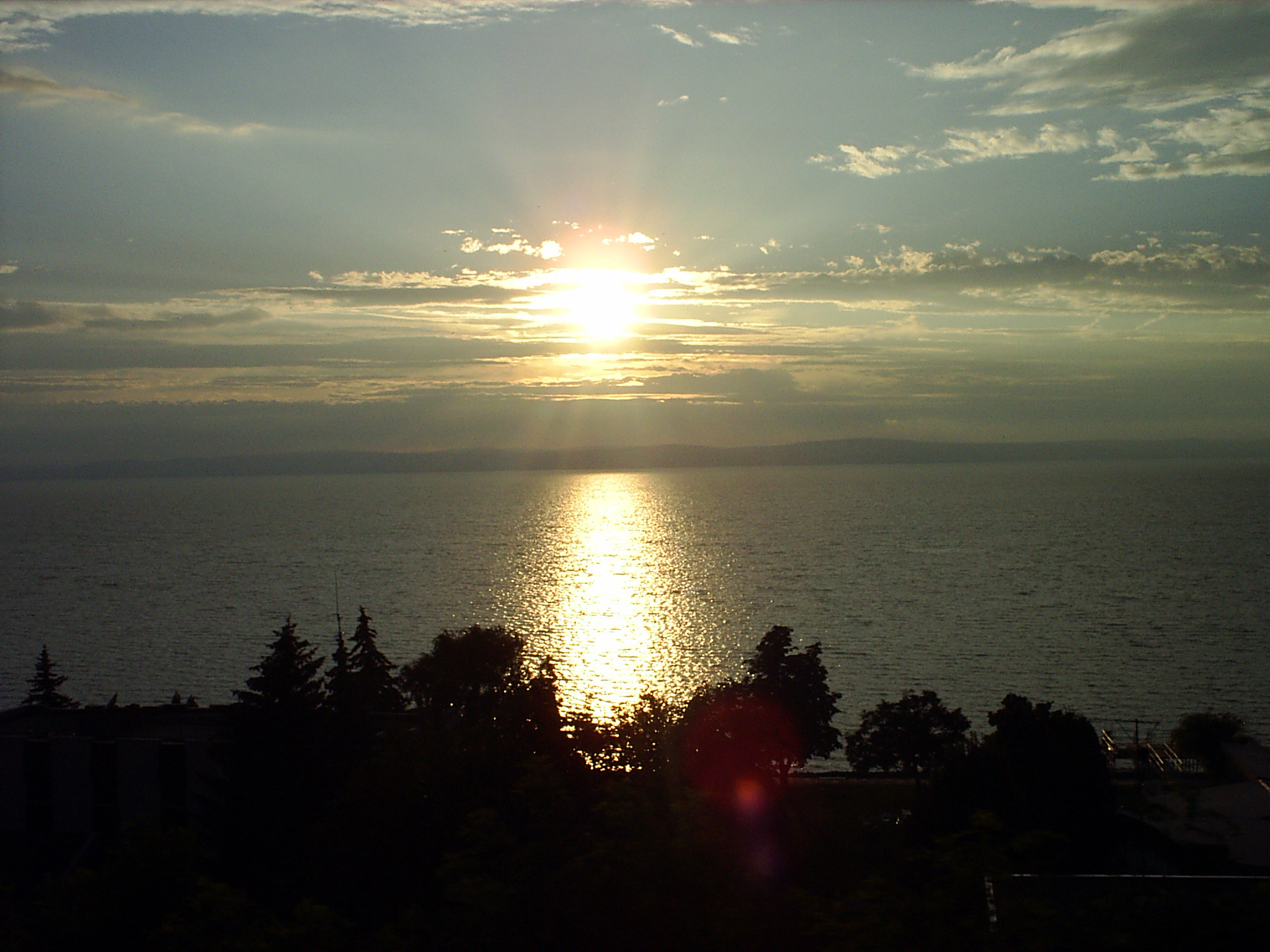
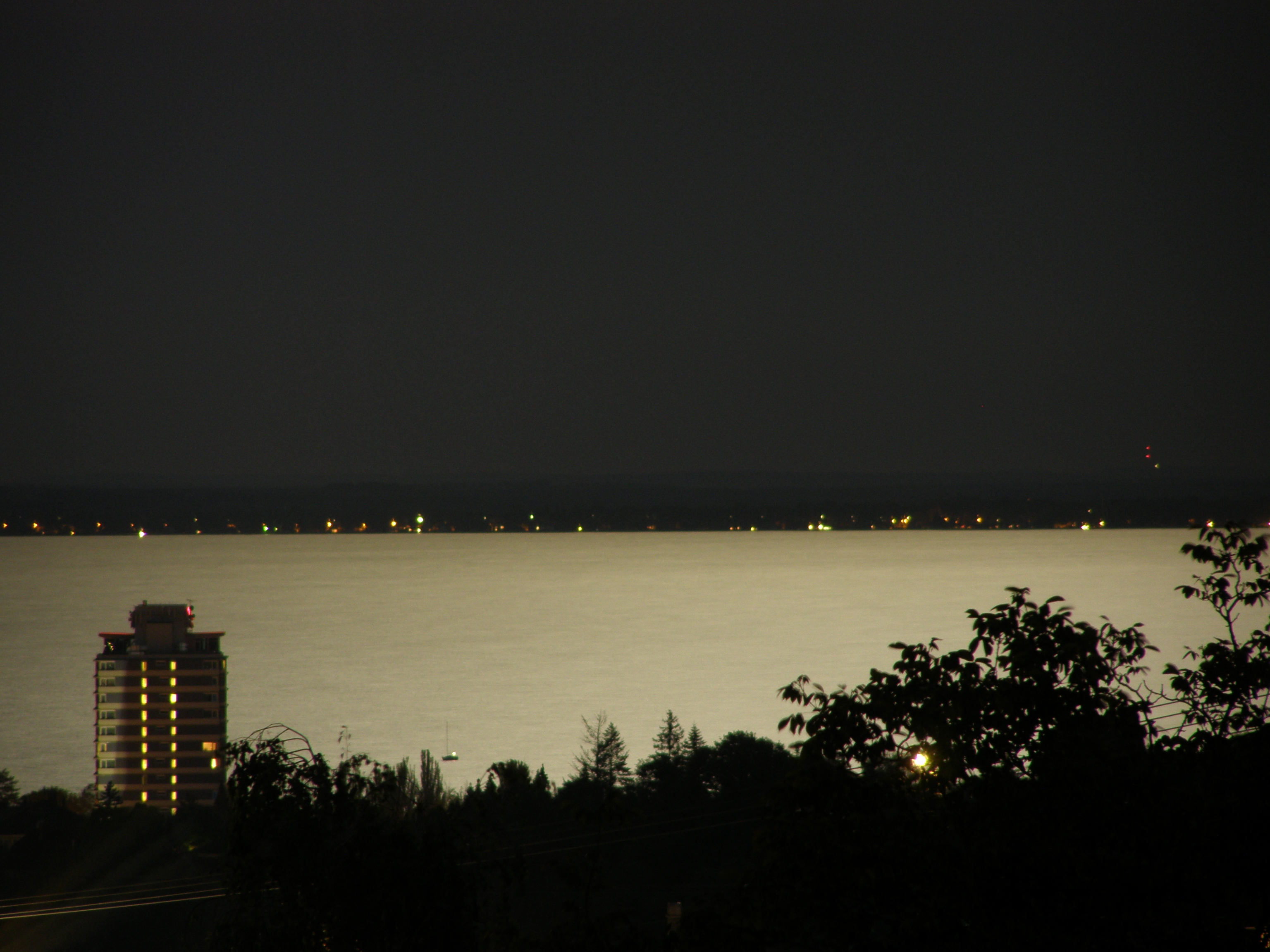
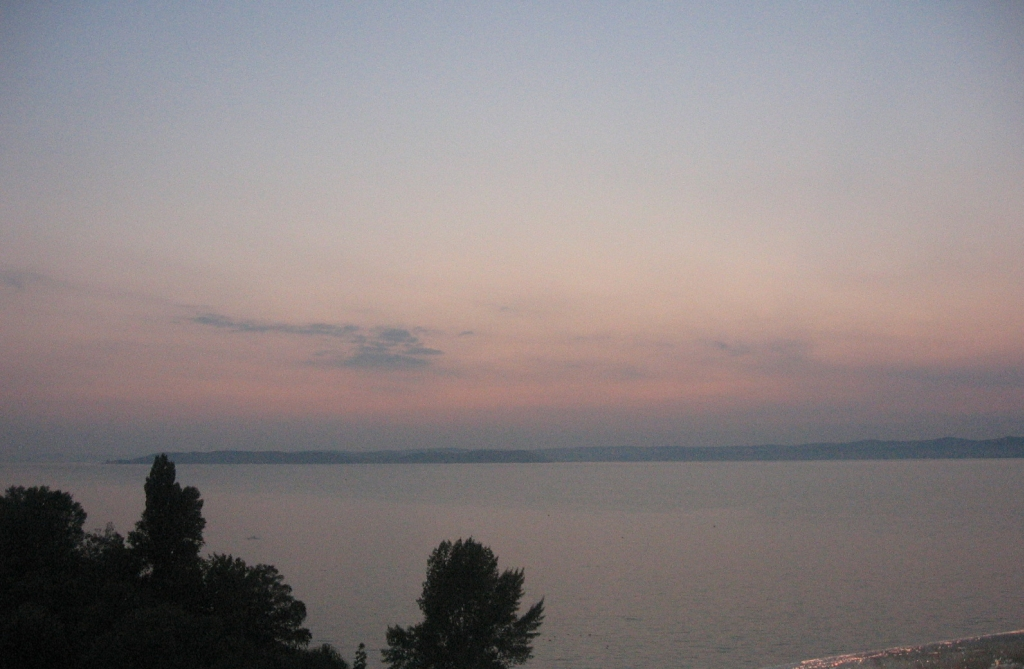